# Krma (ladja)
Krma je zadnji del ladje oz. drugega plovila. Pod krmo se po navadi nahajajo ladijski vijaki (propelerji).
Za strukturo, ki oblikuje zadnji del se kdaj uporablja termin "transom".
- Krma francoske ladje Soleil-Royal
- Krma britanskega reševalnega čolna
- Transom (krma) tovorne ladje